# Ilyas Yakoub
Ilyas Yakoub (14 juin 1903 - 2 août 1958) est un Héros national d'Indonésie.